# Delphinium umbraculorum
Delphinium umbraculorum är en ranunkelväxtart som beskrevs av H. Lewis och Epling. Delphinium umbraculorum ingår i släktet storriddarsporrar, och familjen ranunkelväxter. Inga underarter finns listade i Catalogue of Life.